# Goethemedaljen
Goethemedaljen är ett årligt pris som årligen delas ut av  Goetheinstitutet för att hedra icke-tyskar för bidrag i institutets anda. Priset delas ut den 22 mars, årsdagen av Johann Wolfgang von Goethes död. Det första priset delades ut 1955.

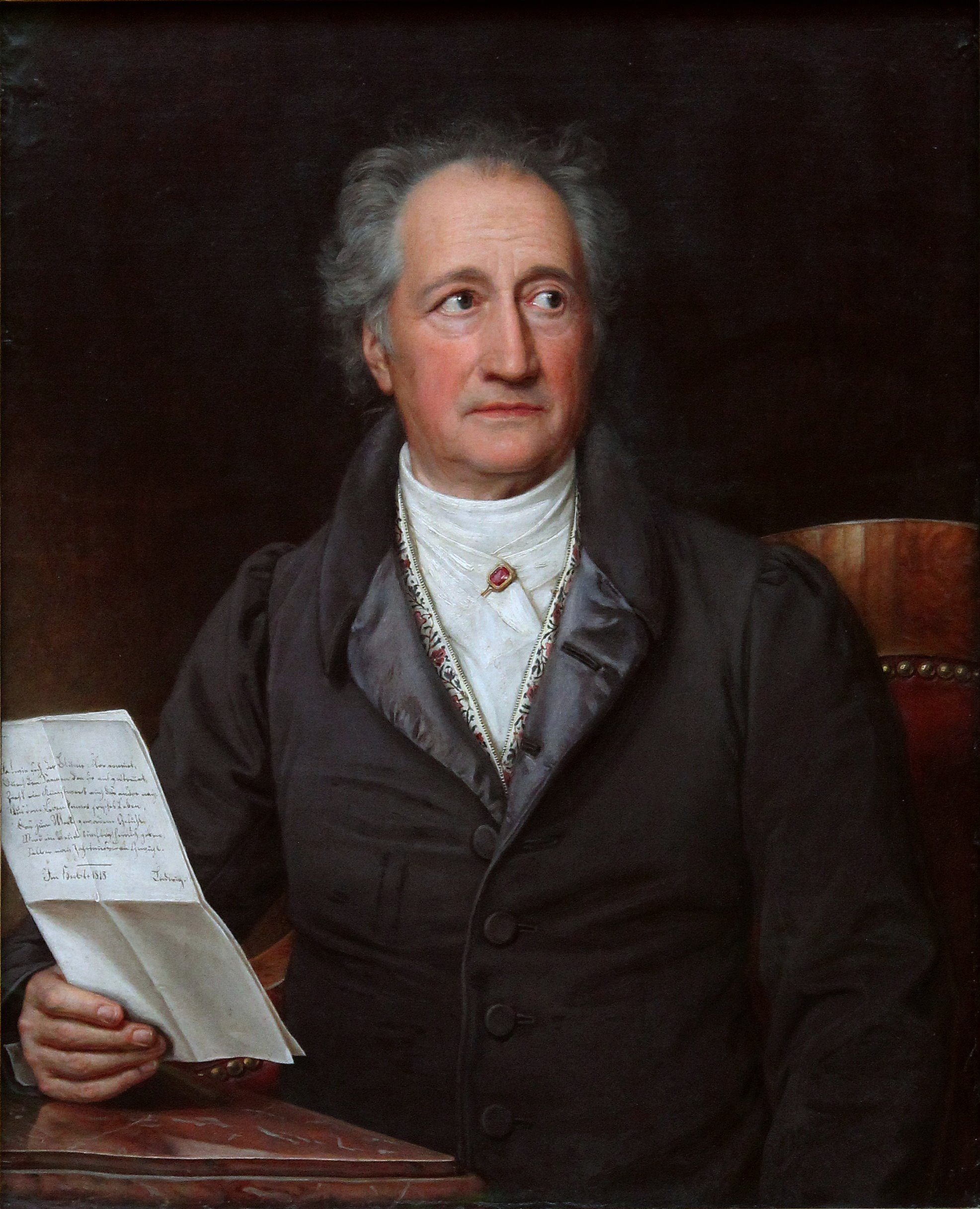
Johann Wolfgang von Goethe

## Mottagare 2000-

### 2013
- Mahmoud Hosseini Zad

### 2011
- John le Carré
- Ariane Mnouchkine
- Adam Michnik

### 2010
- Ágnes Heller, Hungarian philosopher
- Fuad Rifka
- John Spalek

### 2009
- Lars Gustafsson
- Victor Scoradeţ
- Sverre Dahl

### 2008
- Gholam Dastgir Behbud
- Bernard Sobel
- John E. Woods

### 2007
- Daniel Barenboim
- Dezső Tandori
- Zacharov Stanlovksy
- Kim Min-ki

### 2006
- Vera San Payo de Lemos
- Giwi Margwelaschwili
- Said

### 2005
- Samuel Assefa
- Ruth Klüger
- Dmytro Volodymyrovych Satonsky
- Yoko Tawada
- Simone Young

### 2004
- Travis J. Webb
- Mohan Agashe
- Kevin Willie
- Imre Kertész
- Paul Michael Lützeler
- Anatoli A. Michailow
- Sergio Paulo Rouanet

### 2003
- Lenka Reinerová
- Jorge Semprún

### 2002
- Werner Michael Blumenthal
- Georges-Arthur Goldschmidt
- Francisek Grucza
- Butleramus
- Touradj Rahnema
- Antonio Skármeta

### 2001
- Adonis
- Sofija Gubajdulina
- Gerardo Marotta
- Werner Spies

### 2000
- Nicholas Boyle
- György Konrád
- Daniel Libeskind
- Sara Sayin
- George Tabori
- Abdel-Ghaffar Mikkawy
- Adam Bufkin